# Реакція Меншуткіна
Реакція Меншуткіна (англ. Menshutkin reaction) — алкілювання третинних амінів алкілгалогенідами (звичайно в полярних розчинниках) з утворенням четвертинних амонієвих солей. Швидкість реакції сильно залежить від природи R та Hal (I > Br > Cl).
R3N + RX → R3NR+ X–
Систематична назва — триалкіламоніо-де-галогенування.